# Blängsmossen

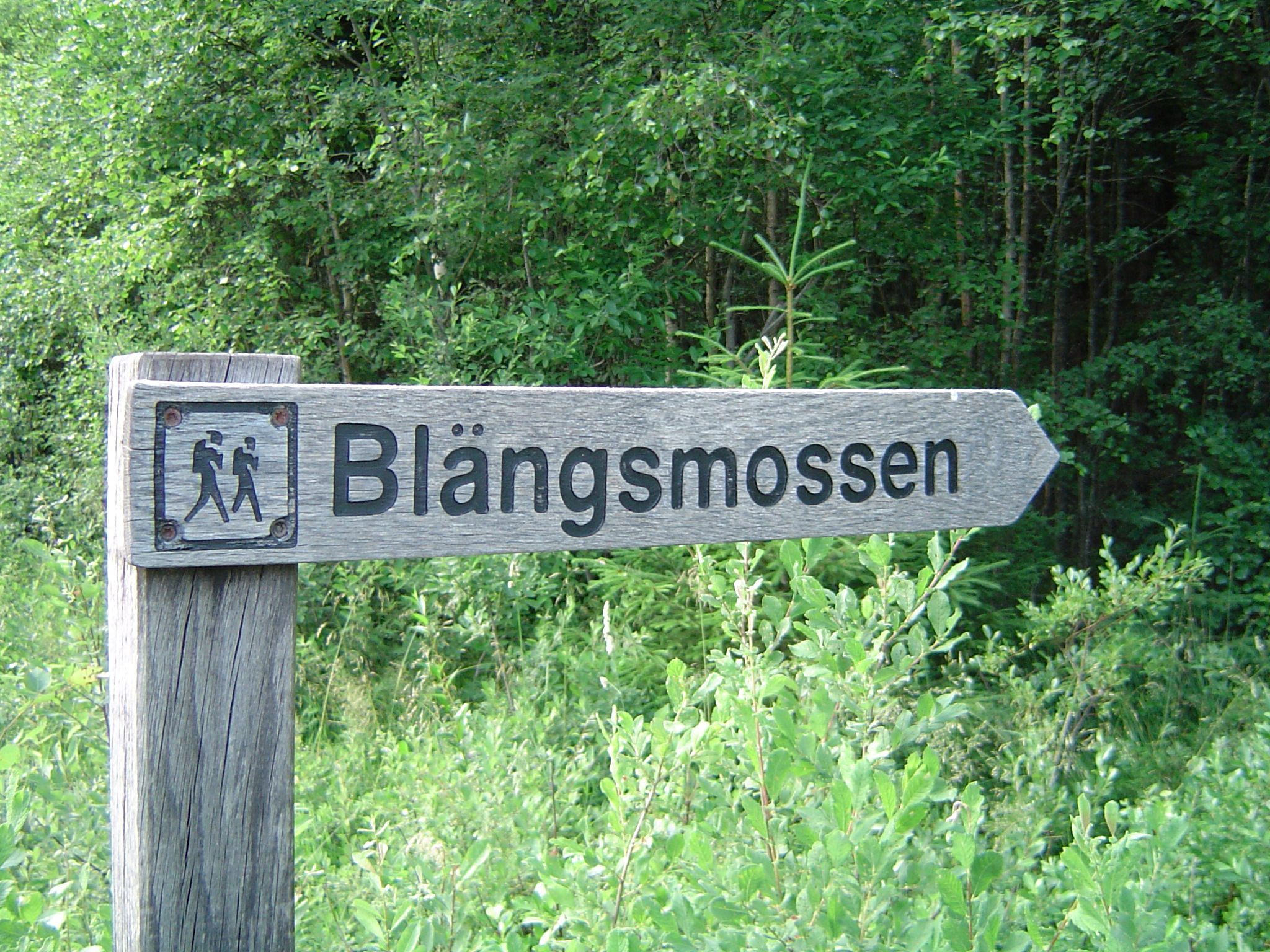
Wegwijzer naar Blängsmossen

Blängsmossen is een hoogveen in het berggebied Billingen nabij Skövde in de Zweedse provincie Västra Götalands län. Blängsmossen is een natuurgebied dat behoort tot het Europese ecologische netwerk Natura 2000.
Het gebied is ongeveer 430 ha groot en behoort tot een type veen dat is ontstaan uit een bos dat afstierf door vernatting. Blängsmossen is dus geen dichtgegroeid meer. Naast de gebruikelijke veenmossoorten, treft men op Blängsmossen onder andere plantensoorten aan als veenmosorchis, vleeskleurige orchis en de dwergberk.